# The Fallout (película)
The Fallout es una película de drama adolescente de 2021 escrita y dirigida por Megan Park en su debut como directora. La película está protagonizada por Jenna Ortega como Vada Cavell, una estudiante de secundaria que atraviesa un trauma emocional significativo luego de un tiroteo escolar. La película también está protagonizada por Maddie Ziegler, Julie Bowen, John Ortiz, Niles Fitch, Will Ropp y Shailene Woodley en papeles secundarios. La banda sonora está compuesta por el músico y actor estadounidense Finneas O'Connell.
The Fallout tuvo su estreno en South by Southwest el 17 de marzo de 2021 y fue estrenada el 27 de enero de 2022 en HBO Max por Warner Bros. y New Line Cinema. Recibió reseñas positivas de los críticos, quienes elogiaron la dirección, el guion y la banda sonora de O'Connell, así como la actuación de Ortega. En South by Southwest, recibió el Gran Premio del Jurado en la Competencia de Películas Narrativas, el Premio Elección de la Audiencia en la Competencia de Películas Narrativas y el Premio Brightcove Illumination.

## Resumen
La estudiante de secundaria Vada va al baño en medio de la clase después de que su hermana menor, Amelia, la llama cuando tiene su primer período. Mientras está en el baño, ocurre un tiroteo en la escuela y Vada se esconde en uno de los baños con su compañera de escuela Mia, una bailarina, y Quinton, cuyo hermano muere en el tiroteo. En las semanas posteriores al incidente, el trauma de Vada hace que se deprima y se aísle de su familia. Ella también se aleja de su mejor amigo Nick, ya que no puede relacionarse con el activismo de control de armas que él se vio impulsado a hacer después. En cambio, se vuelve más cercana a Mia y comienza a pasar más y más tiempo en la casa de esta última.
A instancias de sus padres, Vada asiste a terapia y regresa a la escuela, pero la prueba le resulta incómoda. No se atreve a entrar al baño donde se escondió, lo que hace que se orine en los pantalones cuando escucha el sonido de una lata de refresco siendo aplastada. Para hacer frente al estrés, toma éxtasis, lo que hace que Nick tenga que ayudarla a superar el subidón resultante. Después de otra noche de copas, Vada y Mia se besan y empiezan a tener relaciones sexuales. Ella y Nick discuten sobre sus deficientes mecanismos de afrontamiento, lo que hace que Vada se desahogue con Quinton y luego intente besarlo. Quinton la rechaza gentilmente, ya que aún no está emocionalmente preparado para una relación. Se aleja aún más de su familia y amigos, incluida Mia.
Más tarde, Amelia le admite a Vada que asumió que Vada estaba resentida con ella por la llamada telefónica que la había puesto en mayor peligro. Vada le asegura que ese no es el caso y las dos se reconcilian. Vada se vuelve a conectar emocionalmente con sus padres, se reconcilia con Mia y ambas acuerdan seguir adelante como amigas. Para su próxima sesión de terapia, Vada ha logrado un progreso genuino en aceptar lo que sucedió, aunque admite que es posible que ella y Nick no se reconcilien.
Vada espera a Mia fuera de la clase de baile de esta última. Recibe una notificación en su teléfono sobre otro tiroteo en una escuela en otro lugar del país y tiene un ataque de pánico.

## Reparto
- Jenna Ortega como Vada Cavell
- Maddie Ziegler como Mia Reed
- Niles Fitch como Quinton Hasland
- Will Ropp como Nick Feinstein
- Lumi Pollack como Amelia Cavell
- John Ortiz como Carlos Cavell
- Julie Bowen como Patricia Cavell
- Shailene Woodley como Anna
- Christine Horn como Mrs. Victor
- Austin Zajur como Dan Bonavure
- Yindra Zayas como Megan

## Producción
En febrero de 2020, se anunció que Jenna Ortega se había unido al elenco de la película, con Megan Park dirigiendo un guion que ella escribió. En abril de 2020, Maddie Ziegler se unió al elenco de la película. En mayo de 2020, Will Ropp se unió al elenco de la película En agosto de 2020, Niles Fitch, Shailene Woodley, Julie Bowen y John Ortiz se unieron al elenco de la película.
La filmación estaba programada para comenzar en marzo de 2020, pero se pospuso debido a la pandemia de COVID-19. La fotografía principal comenzó en Los Ángeles en agosto de 2020 y finalizó el 11 de septiembre de 2020. En febrero de 2021, se anunció que Finneas O'Connell compondría la música de la película.

## Estreno
En diciembre de 2020, Universal Pictures adquirió los derechos de distribución internacional de la película. La película tuvo su estreno mundial en South by Southwest el 17 de marzo de 2021. En julio de 2021, HBO Max adquirió los derechos de distribución de la película, con Warner Bros. y New Line Cinema distribuyendo en territorios donde HBO Max no está disponible. Fue estrenada en HBO Max el 27 de enero de 2022.

## Premios y nominaciones
| Otorgar            | Fecha de la Ceremonia | Categoría                                                                 | Recipiente  | Resultado | Ref.   |
| ------------------ | --------------------- | ------------------------------------------------------------------------- | ----------- | --------- | ------ |
| South by Southwest | 19 de marzo de 2021   | Gran Premio del Jurado en la Competencia de Películas Narrativas          | The Fallout | Ganadora  | [ 11 ] |
| South by Southwest | 19 de marzo de 2021   | Premio Brightcove Illumination                                            | Megan Park  | Ganadora  | [ 11 ] |
| South by Southwest | 23 de marzo de 2021   | Premio Elección de la Audiencia en la Competencia de Películas Narrativas | The Fallout | Ganadora  | [ 12 ] |